# Liste des présidents du Præsidium du Soviet suprême de la république socialiste soviétique d'Ouzbékistan
Ceci est la liste des chefs d'État de la république socialiste soviétique d'Ouzbékistan (président du Comité révolutionnaire (Revkom) (1924-1925), du Comité central exécutif (VTsIK) (1925-1938) ou du Præsidium du Soviet suprême (1938-1991)), depuis sa création le 24 octobre 1924.
| Nom                    | Début du mandat   | Fin du mandat      | Fonction                                     | Notes                                                              |
| ---------------------- | ----------------- | ------------------ | -------------------------------------------- | ------------------------------------------------------------------ |
| Fayzulla Xoʻjayev      | 24 octobre 1924   | 17 février 1925    | Président du Comité révolutionnaire (Revkom) |                                                                    |
| Iouldach Akhounbabaïev | 17 février 1925   | 28 février 1943    | Président du Comité central exécutif (VTsIK) |                                                                    |
| Ousman Yousoupov       | 19 juin 1938      | 21 juin 1938       | Président du Comité central exécutif (VTsIK) |                                                                    |
| Abdouvali Mouminov     | 22 mars 1943      | 14 mars 1947       | Président du Præsidium du Soviet suprême     |                                                                    |
| Amin Niyazov           | 14 mars 1947      | 21 août 1950       | Président du Præsidium du Soviet suprême     |                                                                    |
| Sharof Rashidov        | 21 août 1950      | 24 mars 1959       | Président du Præsidium du Soviet suprême     | Chef du Parti communiste ouzbek jusqu'à sa mort le 31 octobre 1983 |
| Yadgar Nasritdinova    | 24 mars 1959      | 25 septembre 1970  | Président du Præsidium du Soviet suprême     |                                                                    |
| Nazar Matchanov        | 25 septembre 1970 | 20 décembre 1978   | Président du Præsidium du Soviet suprême     |                                                                    |
| Inomjon Usmonxoʻjayev  | 20 décembre 1978  | 18 décembre 1983   | Président du Præsidium du Soviet suprême     |                                                                    |
| Akil Salimov           | 21 décembre 1983  | 9 décembre 1986    | Président du Præsidium du Soviet suprême     |                                                                    |
| Rafik Nichanov         | 9 décembre 1986   | 9 avril 1988       | Président du Præsidium du Soviet suprême     |                                                                    |
| Poulat Khabiboullaev   | 9 avril 1988      | 6 mars 1989        | Président du Præsidium du Soviet suprême     |                                                                    |
| Mirzoalim Ibraguimov   | 6 mars 1989       | 24 mars 1990       | Président du Præsidium du Soviet suprême     |                                                                    |
| Islam Karimov          | 24 mars 1990      | 1er septembre 1991 | Président du Præsidium du Soviet suprême     |                                                                    |